# Brignoliella beattyi
Brignoliella beattyi là một loài nhện trong họ Tetrablemmidae.
Loài này thuộc chi Brignoliella. Brignoliella beattyi được Shear miêu tả năm 1978.